# بيل كين
بيل كين (بالإنجليزية: Bill Kaine)‏ (26 يونيو 1901 في المملكة المتحدة - 3 نوفمبر 1968 في المملكة المتحدة) هو لاعب كرة قدم بريطاني (وحمل سابقاً جنسية المملكة المتحدة لبريطانيا العظمى وأيرلندا) في مركز حراسة المرمى. لعب مع برادفورد سيتي وتوتنهام هوتسبير ونادي لوتون تاون ووست هام يونايتد.